# Калишер, Альфред
Альфред Кристлиб Калишер (нем. Alfred Christlieb Kalischer, при рождении Соломон Людвиг Калишер, нем. Salomo Ludwig Kalischer; 4 марта 1842, Торн, Пруссия, ныне Польша — 8 октября 1909, Берлин) — немецкий музыковед
. Сын Цви-Гирша Калишера, одного из первых идеологов сионизма, разошедшийся с отцом и принявший крещение.

## Биография
Известен, прежде всего, как один из наиболее авторитетных в своё время специалистов по творчеству Людвига ван Бетховена. Основной труд — фундаментальный четырёхтомник «Бетховен и его современники» (нем. Beethoven und seine Zeitgenossen; 1908—1910). Подготовил и прокомментировал пятитомное Полное собрание писем Бетховена (1907—1908). Редактировал и комментировал переиздания книги Вильгельма Ленца «Бетховен. Очерк творчества» (нем. Beethoven: Eine Kunststudie) и воспоминаний Герхарда фон Бройнинга (сына близкого друга Бетховена Штефана фон Бройнинга) «Из дома Чёрного испанца» (нем. Aus dem Schwarzspanierhause).
Опубликовал также культурно-исторический очерк «Музыка и мораль» (нем. Musik und Moral. Ein kulturhistorischer Essay; Гамбург, 1888), книги «Лессинг как музыкальный эстетик» (нем. Gotthold Ephraim Lessing Als Musik-Aesthetiker; 1889) и «Отношение Генриха Гейне к религии» (нем. Heinrich Heine's Verhältnis zur Religion; 1890), драму в стихах «Спартак» (1899) и др.